# Chicago P.D. (10.ª temporada)
A décima temporada da série de televisão dramática estadounidense Chicago P.D. foi encomendada em 27 de fevereiro de 2020, pela NBC, estreou em 21 de setembro de 2022 e foi finalizada em 24 de maio de 2023, contando com 22 episódios. A temporada foi produzida pela Universal Television em associação com a Wolf Entertainment, com Dick Wolf como produtor executivo e com Gwen Sigan, Rick Eid, Derek Haas, Peter Jankowski, Michael Brandt, Gavin Harris, Chad Saxton e Arthur W. Forney como produtores. A temporada foi ao ar na temporada de transmissão de 2022-23 às noites de quarta-feira às 22h, horário do leste dos EUA.
Essa é a primeira temporada a contar com Benjamin Levy Aguilar como Dante Torres, que se juntou à série antes da estreia da temporada, após estrelar um episódio da temporada anterior. É também a última temporada a contar com o membro do elenco original Jesse Lee Soffer, que deixou a série após o terceiro episódio.
A décima temporada estrela Jason Beghe como Sargento Henry "Hank" Voight, Jesse Lee Soffer como Detetive Jay Halstead, Tracy Spiridakos como Detetive Hailey Upton, Patrick John Flueger como Oficial Adam Ruzek, Marina Squerciati como Oficial Kim Burgess, LaRoyce Hawkins como Oficial Kevin Atwater, Benjamin Levy Aguilar como Dante Torres e Amy Morton como Sargento Trudy Platt.

## Elenco e personagens

### Principal
- Jason Beghe como Sargento Henry "Hank" Voight
- Jesse Lee Soffer como Detetive Jay Halstead
- Tracy Spiridakos como Detetive Hailey Upton
- Patrick John Flueger como Oficial Adam Ruzek
- Marina Squerciati como Oficial Kim Burgess
- LaRoyce Hawkins como Detetive Kevin Atwater
- Benjamin Levy Aguilar como Oficial Dante Torres
- Amy Morton como Sargento Trudy Platt

### Participação
- Michael Gaston como Chefe Patrick O'Neal

### Crossover
- Nick Gehlfuss como Dr. William "Will" Halstead (De Chicago Med)

## Episódios
| N.º na série | N.º na temp. | Título               | Dirigido por        | Escrito por                                                     | Exibição original       | Audiência (milhões) |
| --- | ------------ | -------------------- | ------------------- | --------------------------------------------------------------- | ----------------------- | ------------------- |
| 187 | 1            | "Let It Bleed"       | Chad Saxton         | Gwen Sigan                                                      | 21 de setembro de 2022  | 5.48                |
| Nas semanas seguintes à morte de Anna, Voight e a unidade de inteligência investigam uma nova droga que está chegando às ruas. Eles tentam impedir que a droga chegue mais longe depois dela tirar a vida de uma criança. Hailey está preocupada com Jay. |              |                      |                     |                                                                 |                         |                     |
| 188 | 2            | "The Real You"       | Lisa Robinson       | Gavin Harris                                                    | 28 de setembro de 2022  | 5.32                |
| Um assassino condenado - com o testemunho de Ruzek - consegue sequestrar sua van da prisão após o julgamento e sequestra um dos guardas. A unidade de inteligência se une para encontrá-lo e ao guarda sequestrado antes que as coisas se percam enquanto Burgess empurra Ruzek devido a seus motivos neste caso, criando tensão entre eles. |              |                      |                     |                                                                 |                         |                     |
| 189 | 3            | "A Good Man"         | Carl Seaton         | Scott Gold                                                      | 5 de outubro de 2022    | 5.95                |
| A equipe investiga uma série de assaltos brutais a farmácias e depois que Halstead briga com um suspeito, esfaqueando o homem até a morte, ele opta por se transformar no chefe Patrick O'Neal em vez de seguir a história de capa que Voight e Upton escreveram. Mais tarde, Halstead se demite da Polícia de Chicago, entrega seu distintivo e anuncia que está voltando ao Exército para se tornar o líder de um esquadrão projetado para rastrear os piores alvos do cartel de drogas, uma posição que o levará a viajar para a Bolívia. |              |                      |                     |                                                                 |                         |                     |
| 190 | 4            | "Dónde Vives"        | Brenna Malloy       | Kevin Deiboldt                                                  | 12 de outubro de 2022   | 5.65                |
| A unidade de Investigação investiga um assassinato ocorrido no bairro de Dante Torres, o mais novo recruta da equipe. Enquanto Voight e Atwater ajudam Torres a equilibrar seu dever e seu pertencimento, Torres logo percebe que sua vida mudou para sempre. |              |                      |                     |                                                                 |                         |                     |
| 191 | 5            | "Pink Cloud"         | Chad Saxton         | Gwen Sigan                                                      | 19 de outubro de 2022   | 5.58                |
| O dever extra de Upton a leva a uma garota desaparecida, que também a faz entrar em conflito com o chefe O'Neal, pois seu filho está envolvido no caso. |              |                      |                     |                                                                 |                         |                     |
| 192 | 6            | "Sympathetic Reflex" | Bethany Rooney      | Ike Smith                                                       | 2 de novembro de 2022   | 5.06                |
| Quando um roubo de carro acontece em um posto de gasolina, Atwater e Torres respondem, mas Atwater se vê em apuros quando é acusado de assassinar um menino branco rico durante uma prisão tensa, que pode levá-lo ao banco de seu emprego. |              |                      |                     |                                                                 |                         |                     |
| 193 | 7            | "Into the Deep"      | Takashi Doscher     | Scott Gold                                                      | 9 de novembro de 2022   | 4.69                |
| Quando a evidência acionável finalmente surge contra Sean O'Neal, Upton e a equipe trabalham incansavelmente para construir um caso em segredo. Eles descobrem que Sean é mais esquivo e perigoso do que o previsto. |              |                      |                     |                                                                 |                         |                     |
| 194 | 8            | "Under the Skin"     | Marc Roskin         | Gavin Harris                                                    | 16 de novembro de 2022  | 5.39                |
| Burgess respondeu a uma vítima que pode estar ligada a "Los Temidos", mas acabou sendo um caso de serial killer relacionado ao trauma de sua infância. Ao mesmo tempo, o TEPT de Burgess de quando ela estava perto da morte vem à tona novamente afetando sua situação. Burgess e Upton encontraram uma pista para o caso do filho do chefe O'Neal em uma casa abandonada. |              |                      |                     |                                                                 |                         |                     |
| 195 | 9            | "Proof of Burden"    | Chad Saxton         | Gwen Sigan                                                      | 7 de dezembro de 2022   | 5.39                |
| Após uma descoberta chocante, a equipe começa a se aproximar de Sean O'Neal com todas as evidências que podem encontrar. Determinado a manter seu filho fora da prisão e ter sua reputação manchada, o chefe O'Neal contrata um advogado. |              |                      |                     |                                                                 |                         |                     |
| 196 | 10           | "This Job"           | John Hyams          | Jeffrey M. Lee                                                  | 4 de janeiro de 2023    | 5.59                |
| Uma série de roubos brutais e invasão de casas faz com que a equipe se junte com o Detetive Borkowski, um velho amigo de Ruzek, para trabalhar no caso. As coisas ficam complicadas para Torres quando fica claro que Borkowski tem um estilo de policiamento muito diferente. |              |                      |                     |                                                                 |                         |                     |
| 197 | 11           | "Long Lost"          | Oz Scott            | Kevin Deiboldt                                                  | 11 de janeiro de 2023   | 5.45                |
| Uma emboscada em um funeral leva a equipe a uma investigação acalorada para encontrar os atiradores. Para surpresa de Atwater, ele deve contar com alguém de seu passado para ajudar na investigação, desenterrando velhas memórias e revelando novas verdades. |              |                      |                     |                                                                 |                         |                     |
| 198 | 12           | "I Can Let You Go"   | Gia-Rayne B. Harris | História por : Gwen Sigan & Scott Gold Roteiro por : Scott Gold | 18 de janeiro de 2023   | 5.58                |
| Sean O'Neal surpreende a Detetive Upton com uma ligação da prisão, revelando informações confidenciais. Enquanto Upton luta para manter O'Neal à distância, a equipe se mobiliza rapidamente para impedir um crime em andamento antes que seja tarde demais. |              |                      |                     |                                                                 |                         |                     |
| 199 | 13           | "The Ghost in You"   | Benny Boom          | Gavin Harris                                                    | 15 de fevereiro de 2023 | 5.20                |
| A inteligência ajuda a promotora estadual Nina Chapman a investigar um traficante de drogas que escapou da prisão anos depois que o informante de Chapman desapareceu em circunstâncias misteriosas, mas Voight logo descobre um segredo do passado de Chapman, que não apenas ameaça a investigação, mas também a carreira de Chapman. |              |                      |                     |                                                                 |                         |                     |
| 200 | 14           | "Trapped"            | Chad Saxton         | Gwen Sigan                                                      | 22 de fevereiro de 2023 | 5.71                |
| Após um tiroteio, Burgess e Ruzek se encontram com um indivíduo ferido, presos em um movimentado trem L do metrô. Perfurando as poucas evidências que eles têm, a Inteligência logo descobre um drama familiar sombrio, enquanto Burgess encontra seu próprio envolvimento no tiroteio desencadeando memórias duras. |              |                      |                     |                                                                 |                         |                     |
| 201 | 15           | "Blood and Honor"    | Vince Misiano       | Gwen Sigan & Kevin Deiboldt                                     | 1 de março de 2023      | 5.03                |
| Quando uma família é envenenada, a inteligência descobre uma conexão com os Becks, fazendo com que Ruzek se revele como um trabalhador de seus negócios e conforme ele se aproxima de Samantha, informações assustadoras sobre seu pai, Richard, emergem. |              |                      |                     |                                                                 |                         |                     |
| 202 | 16           | "Deadlocked"         | Jesse Lee Soffer    | Matthew Brown                                                   | 22 de março de 2023     | 4.97                |
| Voight depõe em um julgamento de assassinato de alto risco contra o notório traficante Arturo Morales; quando fica claro que Morales e seus capangas comprometeram um jurado, Voight e a equipe trabalham furiosamente para garantir que a justiça prevaleça. |              |                      |                     |                                                                 |                         |                     |
| 203 | 17           | "Out of the Depths"  | Guy Ferland         | Elena Perez                                                     | 29 de março de 2023     | 5.20                |
| Enquanto a equipe investiga o roubo de uma loja de conveniência, as evidências os levam a um par incomum de suspeitos, revelando um drama pessoal sombrio e outra vítima em potencial. |              |                      |                     |                                                                 |                         |                     |
| 204 | 18           | "You Only Die Twice" | Jon Cassar          | Gavin Harris                                                    | 5 de abril de 2023      | 5.04                |
| Um trágico crime aproxima a equipe da família Beck e de sua ideologia mortal; Ruzek avança na infiltração dos Becks, ganhando a confiança de Samantha e Richard com uma jogada ousada. |              |                      |                     |                                                                 |                         |                     |
| 205 | 19           | "The Bleed Valve"    | Bethany Rooney      | Scott Gold                                                      | 3 de maio de 2023       | 5.01                |
| 206 | 20           | "Fight"              | Victor Macias       | Sean Collins-Smith                                              | 10 de maio de 2023      | 4.87                |
| 207 | 21           | "New Life"           | Carl Seaton         | Gavin Harris                                                    | 17 de maio de 2023      | 4.91                |
| 208 | 22           | "A Better Place"     | Chad Saxton         | História por : Brian Luce Roteiro por : Gwen Sigan              | 24 de maio de 2023      | 4.76                |

## Produção

### Desenvolvimento
Em 27 de fevereiro de 2020, foi anunciado que a NBC havia renovado Chicago P.D. até a décima temporada. A temporada conteve o 200.º episódio da série. Em 16 de maio de 2022, foi revelado que a série manteria seu horário de quarta-feira às 22h.

### Casting
Em julho de 2022, foi relatado pelo Deadline Hollywood que Benjamin Levy Aguilar, que interpreta o oficial Dante Torres, havia sido promovido ao elenco principal da série após aparecer pela primeira vez como ator convidado durante a temporada anterior. No mês seguinte, foi revelado pela Variety que Jesse Lee Soffer, que interpretou o detetive Jay Halstead desde a estreia da série em 2014, estaria saindo no início do décima temporada. Soffer fez sua última aparição com o terceiro episódio da temporada, "A Good Man", em 5 de outubro de 2022. Apesar de sua partida, Soffer está programado para dirigir o episódio 16 da temporada, a ser exibido em 2023.

## Recepção

### Audiência
| №  | Título               | Exibição original       | Rating/share (18–49) | Audiência (em milhões) | DVR (18–49) | Audiência em DVR (milhões) | Total (18–49) | Audiência total (em milhões) |
| -- | -------------------- | ----------------------- | -------------------- | ---------------------- | ----------- | -------------------------- | ------------- | ---------------------------- |
| 1  | "Let It Bleed"       | 21 de setembro de 2022  | 0.7                  | 5.48                   | 0.5         | 3.25                       | 1.2           | 8.73                         |
| 2  | "The Real You"       | 28 de setembro de 2022  | 0.7                  | 5.32                   | 0.5         | 2.93                       | 1.1           | 8.25                         |
| 3  | "A Good Man"         | 5 de outubro de 2022    | 0.7                  | 5.95                   | 0.5         | 3.01                       | 1.2           | 8.96                         |
| 4  | "Dónde Vives"        | 12 de outubro de 2022   | 0.6                  | 5.65                   | 0.5         | 2.87                       | 1.1           | 8.52                         |
| 5  | "Pink Cloud"         | 19 de outubro de 2022   | 0.6                  | 5.58                   | 0.5         | 2.89                       | 1.1           | 8.47                         |
| 6  | "Sympathetic Reflex" | 2 de novembro de 2022   | 0.5                  | 5.06                   | 0.6         | 3.07                       | 1.1           | 8.13                         |
| 7  | "Into the Deep"      | 9 de novembro de 2022   | 0.5                  | 4.69                   | 0.5         | 3.25                       | 1.1           | 7.94                         |
| 8  | "Under the Skin"     | 16 de novembro de 2022  | 0.6                  | 5.39                   | 0.5         | 3.07                       | 1.1           | 8.45                         |
| 9  | "Proof of Burden"    | 7 de dezembro de 2022   | 0.6                  | 5.39                   | 0.4         | 2.55                       | 0.9           | 7.94                         |
| 10 | "This Job"           | 4 de janeiro de 2023    | 0.6                  | 5.59                   | 0.5         | 3.11                       | 1.0           | 8.70                         |
| 11 | "Long Lost"          | 11 de janeiro de 2023   | 0.6                  | 5.45                   | 0.5         | 3.25                       | 1.1           | 8.70                         |
| 12 | "I Can Let You Go"   | 18 de janeiro de 2023   | 0.6                  | 5.58                   | 0.5         | 3.23                       | 1.0           | 8.81                         |
| 13 | "The Ghost in You"   | 15 de fevereiro de 2023 | 0.5                  | 5.20                   | —           | —                          | —             | —                            |
| 14 | "Trapped"            | 22 de fevereiro de 2023 | 0.6                  | 5.71                   | —           | —                          | —             | —                            |
| 15 | "Blood and Honor"    | 1 de março de 2023      | 0.6                  | 5.03                   | —           | —                          | —             | —                            |
| 16 | "Deadlocked"         | 22 de março de 2023     | 0.5                  | 4.97                   | —           | —                          | —             | —                            |
| 17 | "Out of the Depths"  | 29 de março de 2023     | 0.6                  | 5.20                   | —           | —                          | —             | —                            |
| 18 | "You Only Die Twice" | 5 de abril de 2023      | 0.4                  | 5.04                   | —           | —                          | —             | —                            |
| 19 | "The Bleed Valve"    | 3 de maio de 2023       | 0.5                  | 5.01                   | —           | —                          | —             | —                            |
| 20 | "Fight"              | 10 de maio de 2023      | 0.5                  | 4.87                   | —           | —                          | —             | —                            |
| 21 | "New Life"           | 17 de maio de 2023      | 0.5                  | 4.91                   | —           | —                          | —             | —                            |
| 22 | "A Better Place"     | 24 de maio de 2023      | 0.5                  | 4.76                   | —           | —                          | —             | —                            |

Notas
1. ↑  A audiência ao vivo+7 dias não estava disponível, portanto, a audiência ao vivo+3 dias foi usada.